# Джаз Коктебель
«Джаз Коктебель» — ежегодный музыкальный фестиваль, проводившийся с 2003 года в Коктебеле (АР Крым). Фестиваль ежегодно посещает около 20 тысяч зрителей. С 2014 года проходит в Одесской области на берегу Чёрного моря.
Фестиваль проходит в формате «опен-эйр».

## История
Время проведения фестиваля — вторая половина сентября, когда поселок переполняется артистами и любителями музыки. Из наиболее известных имен, отметившихся на фестивале, стоит упомянуть Катя Chilly, Stanley Clarke, Billy Cobham, De Phazz, Shibusashirazu Orchestra, Non Cadenza, Us3, Нино Катамадзе & Insight, Red Snapper, Mamanet, Rekevin, Karl Frierson, OSIMIRA, Джамала (Jamala).
В 2008 году с 19 по 21 сентября на трех сценах фестиваля, расположенных прямо на набережной, выступили Archie Shepp, Richard Galliano Tangaria Quartet, Red Snapper, Mamanet, Geoffrey Oryema, Karl Frierson с проектом Soulprint.
В 2009 году фестиваль прошел с 10 по 13 сентября.
В 2010 году фестиваль прошел с 9 по 12 сентября.
В 2011 году фестиваль прошел с 15 по 18 сентября. На сценах фестиваля выступили Red Snapper, Karl Frierson, Parov Stelar, Kitchen Grooves, Drum Ecstasy, Perfect Me, Plaistow, Борис Гребенщиков, Non Cadenza и многие другие.
В 2012 году фестиваль прошёл с 29 августа по 2 сентября. На сценах фестиваля выступили Горан Брегович, Nino Katamadze и группа Insight, Серебряная свадьба, Obe Dve, Ляпис Трубецкой, Pur:Pur, Mama's Gun и многие другие.
В 2014 году фестиваль прошёл с 11 по 14 сентября в Затоке (Одесская обл.). Его участниками стали: ДахаБраха, Brazzaville, Get the Blessing, Nadine Shah, Belleruche, Jamala, Dруга Ріка, The Hardkiss и другие.
Фестиваль «Джаз Коктебель-2015» прошел в центральной части поселка Затока, в Одесской области, с 23 по 30 августа. Среди музыкальных участников опен-эйра: кабаре-бэнд «Серебряная Свадьба», Undiscovered Soul, Крихітка, Paris Monster, Мачете, Cepasa, Karl Frierson (DePhazz), daKooka и Деньги Вперед.
В 2016 году фестиваль вновь переехал — на этот раз на пляж города Черноморска Одесской области. На протяжении четырёх дней здесь работали три опен-эйр сцены и одна специальная — «Джаз и море», посвящённая классическим джазовым направлениям. На главной сцене фестиваля выступили: GusGus, Submotion Orchestra, Blue Foundation, Kadebostany, The Bad Plus, Beissoul & Einius, Сергей Бабкин и другие.
С 2019 года фестиваль проходит в Киеве на Трухановом острове.